# いま会いに行きます
いま会いに行きます（朝: 이제 만나러 갑니다）は、韓国のチャンネルAが2011年12月4日より放送を開始したテレビ番組である。毎週日曜の夜11時に放送される。

## 概要
脱北女性たちが、北での暮らしや、南と北の違いを実体験に基づいて語るトークショー番組。キャスティングにあたって、素人離れしたタレント性の高い「脱北美女」たちや、北朝鮮で高位層だった人たちが選抜されている。

## 出演者
- 脱北者
  - キムアラ（김아라） - 咸鏡北道会寧市出身大学生。
  - シンウナ（신은하） - 咸鏡北道茂山郡出身。シンウニの妹。
  - ユヒョンジュ（유현주） - 咸鏡北道清津市出身。北朝鮮の元宣伝隊員。
  - ユンアヨン（윤아영） - 咸鏡北道会寧市出身。
  - チュチャニャン（주찬양） - 咸鏡北道清津市出身。
  - イソヨン（이소연） - 咸鏡北道会寧市出身。
  - ハンソンイ（한송이） - 両江道恵山市出身。
  - チョンミヌ（정민우） - 両江道恵山市出身。男性ゲスト。元人民軍中隊長上尉。
  - カンリヒョク（강리혁） - 平安南道平城市出身。男性ゲスト。元人民軍小尉。
  - パクヒョンスク（박현숙） - 両江道恵山市出身。
  - チェジュヨン（최주연） - 咸鏡北道清津市出身。
  - リャンジニ（량진희） - 咸鏡北道清津市出身。
  - チェスヒャン（채수향） - 咸鏡北道恩徳郡→両江道出身。元北朝鮮軍看護将校。
  - チェソリャン（채설향） - 咸鏡北道恩徳郡→両江道出身。元北朝鮮軍海軍通信小隊出身。チェスヒャンの姉。
  - チョンウンス（정은수） - 咸鏡北道穏城郡出身。
  - イアンニ（이안니） - 両江道金亨稷郡出身。
  - チェソンジュク（최송죽） - 両江道金亨稷郡出身。イアンニの母。
  - チョスリム（조수림） - 両江道出身。元北朝鮮列車放送員。
  - イムデグァン（임대광） - 両江道出身。元北朝鮮列車放送員。チョスリムの夫。
  - イソンジュ（이성주） - 咸鏡北道清津市出身。平壌出身で裕福であったが，孤児に転落後脱北した。韓国で国際関係学修士学位を取得した。男性ゲスト。
  - シムハユン（심하윤） - 元北朝鮮案内通訳員。
- South 4 -
- 専門家